# 다카하시 도요지
다카하시 도요지(일본어: 高橋 豊二, 1915년 9월 24일 ~ 1940년 3월 5일)는 일본의 축구 선수이다. 귀족원 자작 의원 다카하시 고레카타의 차남이자 내각총리대신 다카하시 고레키요의 손자이다.

## 국가대표팀 경력
그는 1936년 하계 올림픽에 참가할 일본 국가대표팀에 발탁되었다.